# Adam Kuryłło

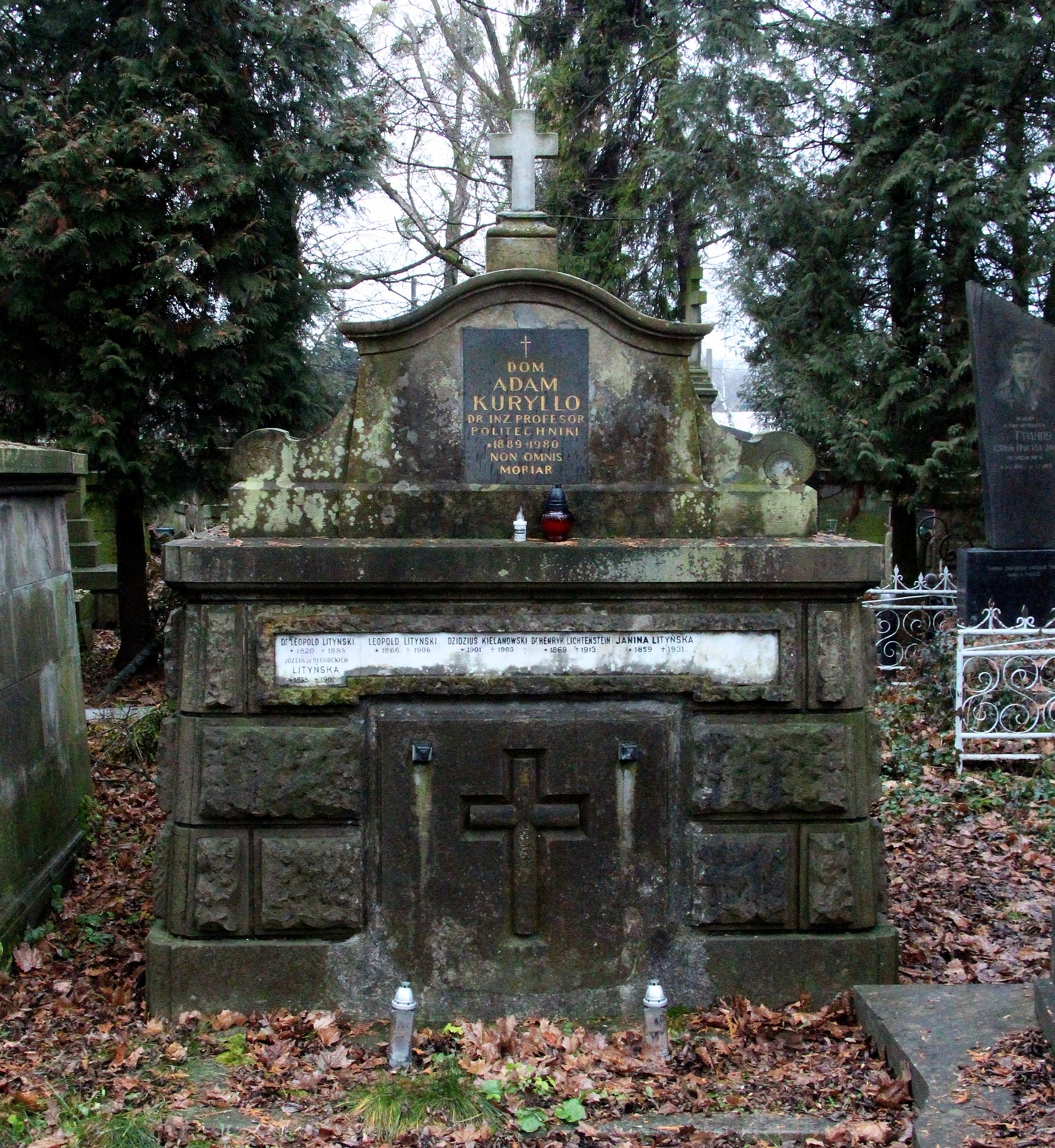

Adam Kuryłło (ur. 20 maja 1889 w Potoczku, zm. 7 stycznia 1980 we Lwowie) – polski inżynier budownictwa, profesor Politechniki Lwowskiej.
W 1907 ukończył Szkołę Realną w Krakowie, w latach 1907-1912 studiował na Wydziale Inżynieryjnym Politechniki Lwowskiej. W 1917 obronił doktorat, w 1922 habilitował się z budownictwa żelazobetonowego. Od 1923 był profesorem nadzwyczajnym statyki budowli i budownictwa żelazobetonowego na Wydziale Architektury PLw, od 1929 był profesorem zwyczajnym. Jego dziełem jest m.in. żelazobetonowy strop nad Salą Senatorską na Wawelu z wawelskimi głowami. Był uczniem Maksymiliana Thulliego.
Był wykładowcą na macierzystej uczelni przez cały czas aż do późnej starości, niezależnie od zmian przynależności państwowej Lwowa i statutu Politechniki Lwowskiej. Po wojnie wykładał także po polsku, ponieważ większość jego studentów było Polakami. Do 1974 kierował katedrą budownictwa. Jego studentami było wielu znanych inżynierów, profesorów na uczelni, między innymi: Bronisław Kopyciński, Fedir Kłymenko, Bohdan Hnideć i Wiktor Kwasza.
W czasie wojny odmówił wpisania na volkslistę, za co został ukarany przymusową wyprowadzką ze swojego mieszkania. Do wybuchu wojny sowiecko-niemieckiej jako Polak nie dostawał normalnej pensji i był zmuszony do wyprzedaży rodzinnych pamiątek i innych wartościowych rzeczy. Jego rodzinę spotkało także dokwaterowanie żołnierzy sowieckich a potem niemieckich. Po II wojnie światowej pozostał we Lwowie. Pochowany na Cmentarzu Łyczakowskim.